# Anaene diagramma
Anaene diagramma är en fjärilsart som beskrevs av Dyar 1914. Anaene diagramma ingår i släktet Anaene och familjen björnspinnare. Inga underarter finns listade i Catalogue of Life.